# زندانی، خیبر پختونخوا
زندانی (به انگلیسی: Zandani) یک شورای اتحادیه در پاکستان است که در ناحیه دیره اسماعیل خان واقع شده‌است.